# Tillandsia cryptopoda
Tillandsia cryptopoda es una especie de planta epífita dentro del género  Tillandsia, perteneciente a la  familia de las bromeliáceas.  

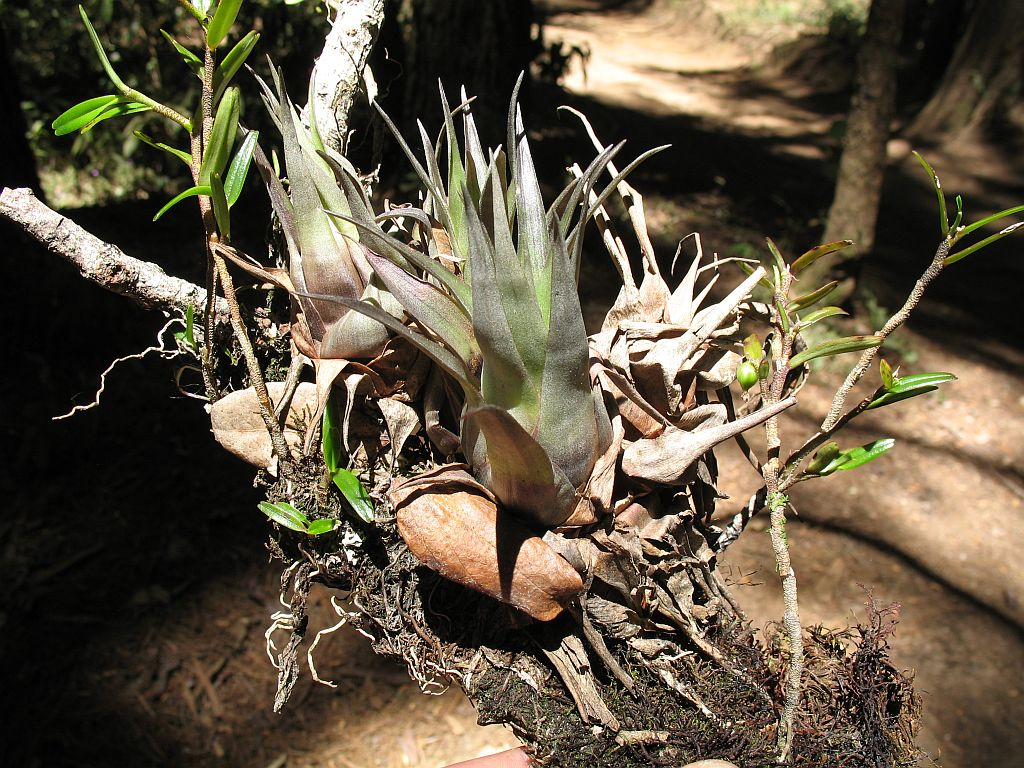
Vista de la planta

## Descripción
Es una planta acaulescente, que alcanza un tamaño de 19–30 cm de alto. Hojas de (7–) 19–27 cm de largo; vainas 3–3.5 cm de ancho, densa a subdensamente café-lepidotas; láminas angostamente triangulares, 0.8–1.5 cm de ancho, indumento cinéreo-lepidoto adpreso. Escapo 4–11 cm de largo, brácteas imbricadas; inflorescencia simple (compuesta), de 8–10 cm de largo, con 3–8 flores, erectas, brácteas florales 4–5 cm de largo, imbricadas, erectas, ecarinadas o carinadas apicalmente, finamente nervadas, indumento cinéreo-lepidoto esparcido, cartáceas, pedicelos florales 3 mm de largo; sépalos 3–4 cm de largo, libres; pétalos amarillos.

## Distribución y hábitat
Es una especie rara, que se encuentra en los bosques húmedos, nebliselvas, a una altitud de  1300–1550 metros; fl feb; distribuidas por El Salvador, Honduras y Nicaragua.

## Taxonomía
Tillandsia cryptopoda fue descrita por Lyman Bradford Smith y publicado en Ceiba 1(4): 229, f. a–c. 1951.
Etimología
Tillandsia: nombre genérico que fue nombrado por Carlos Linneo en 1738 en honor al médico y botánico finlandés Dr. Elias Tillandz (originalmente Tillander) (1640-1693).
cryptopoda: epíteto latíno 
Sinonimia
- Tillandsia miniatispica Rohweder	[2][3]